# پایگاه سوم شکاری شهید نوژه
پایگاه سوم شکاری شهید نوژه، با نام سابق پایگاه شاهرخی، سومین پایگاه شکاری نیروی هوایی ارتش ایران است، که در فاصله ۴۵ کیلومتری از مرکز استان همدان، در شهر کبودرآهنگ واقع شده‌است. در این پایگاه هواپیماهای جنگندهٔ اف-۴ فانتوم ۲ نگهداری می‌شوند و دارای دو بخش شکاری و پدافند است. هم‌اکنون سرتیپ‌دوم خلبان مهدی کرمی فرماندهی پایگاه هوایی نوژه را برعهده دارد.

## نام

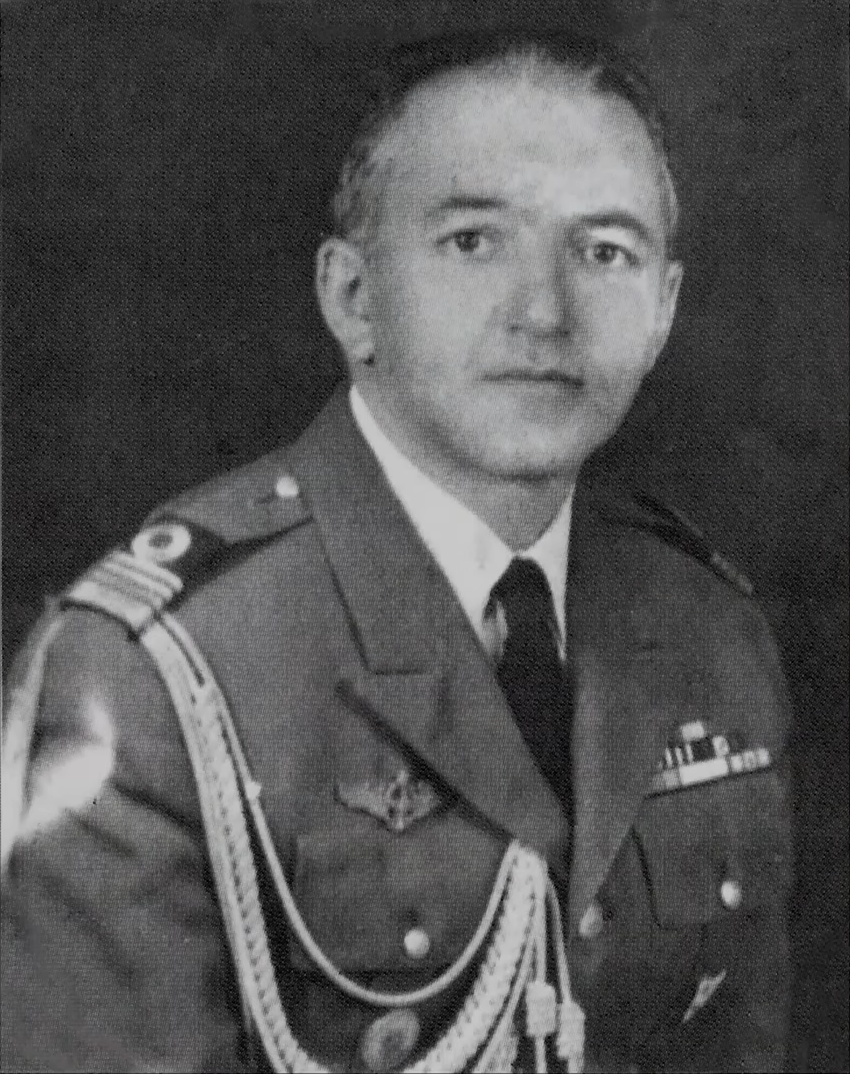
سرهنگ خلبان نصرالله شاهرخی

سرهنگ دوم خلبان محمد نوژه

پایگاه هوایی سوم شکاری در دوران پادشاهی محمدرضا شاه پهلوی و در پی جان باختن سرهنگ خلبان نصرالله شاهرخی پایگاه هوایی شاهرخی نامیده شد. 
در اوایل انقلاب ۱۳۵۷ ایران مدتی پایگاه حر نام گرفت، اما بعد از درگذشت سرهنگ‌دوم محمد نوژه از خلبانان این پایگاه در پاوه (در تاریخ ۲۵ مرداد ۱۳۵۸) نام این پایگاه به پایگاه هوایی شهید نوژه تغییر یافت.
نام بین‌المللی پایگاه سوم شکاری نوژه «TFB3» است.

## ویژگی‌ها و تأسیسات
تسهیلات پروازی پایگاه نوژه به نحوی است که به‌صورت ۲۴ ساعته و در هر نوع شرایط جوی می‌تواند عملیاتی باشد و ۷۰ تا ۸۰ هواپیمای تاکتیکی را در خود جای دهد. این پایگاه همچنین ظرفیت‌های قابل توجهی برای انبار کردن مهمات و سوخت دارد. پایگاه هوایی نوژه  در ارتفاع ۱۷۱۰ متری از سطح دریا قرار دارد و این ارتفاع باعث افزایش مصرف سوخت جنگنده‌ها می‌شود. این پایگاه دارای پناهگاه‌های چهارقلوی بتنی است که پایگاه و آشیانهٔ فانتوم‌های نیروی هوایی ایران هستند. پایگاه نوژه دارای برج مراقبت است و باندهایش پهنای لازم برای پرواز بمب‌افکن‌های دوربردِ پهن‌پیکر را دارند. پایگاه نوژه دارای دو باند مجزای پرواز است که عرض هر کدام بالغ بر ۵۰ متر و طول‌شان بالغ بر ۳۹۰۰ و ۴۳۰۰ متر می‌شود.

## کودتای نقاب
جمعی از افسران ارتش ایران با تمرکز افسران نیروی هوایی شاهنشاهی ایران در قالب گروهی تحت رهبری شاپور بختیار، آخرین نخست‌وزیر شاه، قرار بود تا در تاریخ ۱۸ تیر ۱۳۵۹ نظام تازه تأسیس جمهوری اسلامی را ساقط کنند. کودتا بنا بود از پایگاه هوایی نوژه آغاز و فرماندهی شود.

## جنجال استقرار بمب‌افکن‌های روسی در ایران
به دنبال انتشار تصاویری از پایگاه هوایی نوژه مبنی بر حضور بمب‌افکن‌های روسی توپولف تو-۲۲ام حضور هواپیماهای روسی در ایران و جهت انجام حملاتی در سوریه تأیید شد. در پی آن بنا بر اعلام وزارت دفاع روسیه، تهران و مسکو توافقنامه‌ای را امضا کرده‌اند که به روس‌ها اجازه می‌دهد بمب‌افکن‌های راهبردی خود را در پایگاه شکاری «نوژه» مستقر کند. این عمل با مخالفت عده‌ای در داخل و خارج ایران روبه‌رو شد.